# Zehntneria desciscens
Zehntneria desciscens är en insektsart som beskrevs av Brunner von Wattenwyl 1907. Zehntneria desciscens ingår i släktet Zehntneria och familjen Diapheromeridae. Inga underarter finns listade i Catalogue of Life.